# بيرتراند ماك غيلداس ويدا
بيرتراند ماك غيلداس ويدا (بالإنجليزية: Bertrand Mac Gildas Oubida)‏ (مواليد 30 أبريل 1992)، هو لاعب كرة قدم كان يلعب كلاعب وسط.

## وصلات خارجية
- بيرتراند ماك غيلداس ويدا على موقع رابطة كرة القدم اليابانية للمحترفين (اليابانية)